# Poromya tornata
Poromya tornata är en musselart som först beskrevs av John Gwyn Jeffreys 1876.  Poromya tornata ingår i släktet Poromya och familjen Poromyidae. Inga underarter finns listade i Catalogue of Life.